# Caphornia bicolor
Caphornia bicolor är en fjärilsart som beskrevs av Paul Mabille 1885. Caphornia bicolor ingår i släktet Caphornia och familjen nattflyn. Inga underarter finns listade i Catalogue of Life.